# Beyond the Time Barrier
Beyond the Time Barrier is een Amerikaanse sciencefictionfilm uit 1960 onder regie van Edgar G. Ulmer.

## Verhaal
Een testpiloot doorbreekt de geluidsmuur met zijn vliegtuig. Hij komt zo terecht in een parallelle dimensie die precies op onze wereld lijkt. Wanneer hij op het vliegveld landt, ziet hij dat alle mensen steriel zijn. Hij wordt verdacht van spionage en belandt in de cel.

## Rolverdeling
| Acteur            | Personage              |
| ----------------- | ---------------------- |
| Robert Clarke     | Majoor William Allison |
| Arianne Ulmer     | Kapitein Markova       |
| Vladimir Sokoloff | Opperste               |
| Stephen Bekassy   | Generaal Karl Kruse    |
| John Van Dreelen  | Dr. Bourman            |
| Boyd Morgan       | Kapitein               |
| Ken Knox          | Kolonel Marty Martin   |
| Don Flournoy      | Mutant                 |
| Tom Ravick        | Mutant                 |
| Neil Fletcher     | Luchtmachtofficier     |
| Jack Herman       | Dr. Richman            |
| William Shephard  | Generaal York          |
| James Altgens     | Lloyd Patterson        |
| John Loughney     | Generaal Lamont        |
| Russ Marker       | Kolonel Curtis         |